# آندریاس لش
آندریاس لش (آلمانی: Andreas Lesch؛ زاده ۴ ژانویهٔ ۱۹۶۶) تنیس‌باز اهل آلمان غربی است.